# Liste der denkmalgeschützten Objekte in Vorderstoder
Die Liste der denkmalgeschützten Objekte in Vorderstoder enthält die 3 denkmalgeschützten, unbeweglichen Objekte der Gemeinde Vorderstoder im Bezirk Kirchdorf (Oberösterreich).

## Denkmäler
| Foto |                 | Denkmal                                                                     | Standort                                      | Beschreibung | Metadaten |
| ---- | --------------- | --------------------------------------------------------------------------- | --------------------------------------------- | --- | --- |
| ja   | Datei hochladen | Pfarrhof HERIS-ID: 81200 Objekt-ID: 94965                                   | Vorderstoder 1 Standort KG: Vorderstoder      | | BDA-Hist.: Q38175388 Status: § 2a Stand der BDA-Liste: 2025-06-30 Name: Pfarrhof GstNr.: .159                                                                                |
| ja   | Datei hochladen | Filzmoser-Kapelle HERIS-ID: 40628 Objekt-ID: 40615                          | bei Vorderstoder 59 Standort KG: Vorderstoder | Die Filzmoserkapelle an der Straße nach Windischgarsten ist ein quadratischer Bau mit barockem Dach. Das Schmiedeeisengitter ist urkundlich 1719 erwähnt. Aus der Kreuzigungsgruppe ist Christus wohl aus dem 17. Jahrhundert, Johannes und Maria spätgotisch, Anfang 16. Jahrhundert. | BDA-Hist.: Q37995520 Status: Bescheid Stand der BDA-Liste: 2025-06-30 Name: Filzmoser-Kapelle GstNr.: 637/3 Filzmoserkapelle                                                 |
| ja   | Datei hochladen | Kath. Pfarrkirche hl. Leopold und Friedhof HERIS-ID: 52655 Objekt-ID: 60057 | Vorderstoder 11 Standort KG: Vorderstoder     | Die Pfarrkirche hl. Leopold ist ein spätgotischer Bau, 1507 geweiht. An das einschiffige dreijochige Langhaus schließt ein eingezogener zweijochiger Chor mit 3/8-Schluss an, beide mit reichem Netzrippengewölbe. Der Hochaltar stammt aus der Zeit 1745 bis 1746, das Altargemälde ist von Martin Johann Schmidt (1771). Von Wolfgang Andreas Heindl ist ein gemaltes Antependium vorhanden, zwei weitere Gemälde (hl. Leonhard und Nothelfer) werden seiner Schule zugerechnet. | BDA-Hist.: Q21856579 Status: § 2a Stand der BDA-Liste: 2025-06-30 Name: Kath. Pfarrkirche hl. Leopold und Friedhof GstNr.: .157, 710 Saint Leopold III Church (Vorderstoder) |